# Čilimník
Čilimník (Cytisus, Chamaecytisus) je český název pro někdejší široký rod rostlin, v současné systematice však spíše taxonomicky obtížný konglomerát rodů a druhů patřících do čeledi bobovité (Fabaceae). Jsou to obvykle žlutě, výjimečně i bíle či růžově kvetoucí keře s trojčetnými listy a vzpřímeným nebo poléhavým habitem.

## Systematika
Jedná se o složitou taxonomickou skupinu, která je u různých autorů pojímána různě a její struktura, stejně jako příbuzenské vztahy k příbuzným rodům, např. kručince (Genista) nebo štědřenci (Laburnum), nebyla dosud jednoznačně vyřešena. Co se týče relevantních českých zdrojů, Květena ČR dělí někdejší dosti široký rod čilimník (Cytisus) na základě morfologických rysů na několik menších: Cytisus sensu stricto (jehož žádní zástupci by se v české flóře nevyskytovali), Lembotropis (čilimníkovec), Sorothamnus (janovec), Corothamnus (kručinkovec) a Chamaecytisus (opět čilimník, jinde uváděn i jako čilimníček).
Novější zdroje, např. internetová databáze české flóry PLADIAS, rozlišují dva rody: Cytisus a Chamaecytisus, oba ovšem pod českým názvem čilimník (s výjimkou janovce metlatého). Z tohoto pojetí vychází i tento článek.

## Zástupci v české květeně

### RodCytisus
- Čilimník černající (Cytisus nigricans, syn. Lembotropis nigricans)
- Čilimník poléhavý (Cytisus procumbens, syn. Corothamnus procumbens)
- Janovec metlatý (Cytisus scoparius, syn. Sorothamnus scoparius)

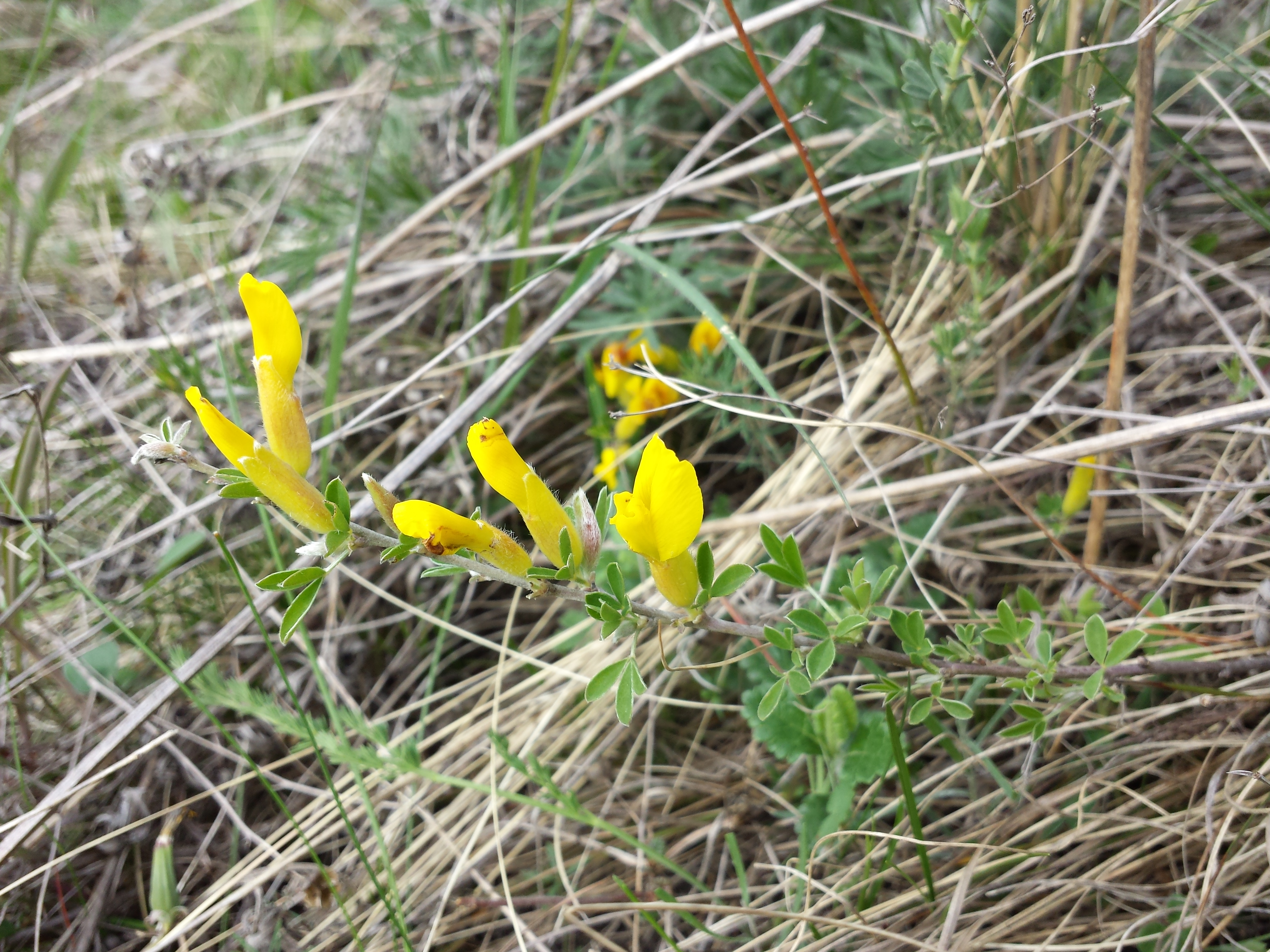
Čilimník řezenský (Chamaecytisus ratisbonensis)

### RodChamaecytisus
- Čilimník bílý (Chamaecytisus albus)
- Čilimník rakouský (Chamaecytisus austriacus)
- Čilimník prodloužený (Chamaecytisus elongatus) – jen pěstovaný, místy zplaňuje
- Čilimník nachový (Chamaecytisus purpureus) – jen pěstovaný, místy zplaňuje
- Čilimník řezenský (Chamaecytisus ratisbonensis)
- Čilimník nízký (Chamaecytisus supinus)
- Čilimník zelenavý (Chamaecytisus virescens)

## Použití
Některé druhy lze použít jako okrasné rostliny, esteticky cenné je jejich kvetení. Vzrůstnější keřovité typy lze použít jako solitéry.